# کشتی مین‌روب کلاس الباتروس (۱۹۴۰)
ماین‌سوییپر کلاس الباتروس (۱۹۴۰) (به انگلیسی: Albatross-class minesweeper (1940)) یک کلاس از کشتی است که طول آن ۱۴۷ فوت ۵ اینچ (۴۴٫۹۳ متر) می‌باشد.